# Nicolas Courbière
Nicolas Courbière (* 28. April 1993 in Saint-Jean-d’Angély) ist ein französischer Leichtathlet, der sich auf den Sprint spezialisiert hat.

## Sportliche Laufbahn
Erste internationale Erfahrungen sammelte Nicolas Courbière im Jahr 2015, als er bei den U23-Europameisterschaften in Tallinn mit der französischen 4-mal-400-Meter-Staffel in 3:04,92 min die Goldmedaille gewann. 2017 startete er mit der Staffel bei den Halleneuropameisterschaften in Belgrad und belegte dort in 3:08,99 min den vierten Platz. Zwei Jahre später gewann er dann bei den Halleneuropameisterschaften in Glasgow in 3:07,71 min die Bronzemedaille hinter den Teams aus Belgien und Spanien. Anschließend schied er bei den IAAF World Relays 2019 in Yokohama mit 3:18,93 min in der Vorrunde mit der Mixed-Staffel aus. Bei den World Athletics Relays 2021 im polnischen Chorzów verhalf er der französischen 4-mal-400-Meter-Staffel zum Finaleinzug.

## Persönliche Bestleistungen
- 400 Meter: 46,45 s, 16. Juli 2017 in Marseille
  - 400 Meter (Halle): 46,94 s, 20. Februar 2021 in Miramas